# Conflicto de Chiapas
El Conflicto de Chiapas consistió en el levantamiento zapatista de 1994, la crisis zapatista de 1995 y la tensión posterior entre el Estado mexicano, los pueblos indígenas y los agricultores de subsistencia de Chiapas desde los años 1990 hasta los años 2010.

## Historia

### Antecedentes
El 17 de noviembre de 1983 los miembros de algunos grupos guerrilleros y de la oposición política mexicana conformaron el Ejército Zapatista de Liberación Nacional (EZLN). En 1984 según palabras del propio Subcomandante Marcos eran 6 los integrantes del EZLN, pero para 1986 el grupo ya había crecido a 12, de los cuales el único mestizo era Marcos, aunque después se le unieron otros dos. Marcos igualmente habla de que para 1986, se contaba con gente muy experimentada en movimientos de masas y según ellos 'de mucho nivel político'. Entre los años 1988 y 1989 el EZLN creció de 80 combatientes a 1300. 
El EZLN organizó y estructuró a las pequeñas comunidades en comunidades autónomas que cumplen el papel de gobiernos paralelos con un comité, y con el dinero que este mismo generaba se comenzaron a comprar las armas. Los primeros combates de tropas del Ejército Mexicano y tropas neozapatistas se dieron en la sierra de la Corralchén, en la batalla del mismo nombre de la sierra.

### Levantamiento zapatista
El EZLN realizó un levantamiento armado en enero de 1994 como protesta a la globalización y a la entrada en vigor del TLC, firmado por México, Estados Unidos y Canadá. 
Miembros del EZLN, tapados con pasamontañas, tomaron 4 cabeceras municipales que luego se extendieron a 7; en San Cristóbal de las Casas, Altamirano, Las Margaritas, Ocosingo, Oxchuc, Huixtán y Chanal, además de otras poblaciones hacen pública la primera declaración de la Selva Lacandona.
En San Cristóbal de las Casas, el 1 de enero de 1994, los rebeldes tomaron la cabecera municipal, rindiendo a los judiciales. Mientras, Ocosingo fue sitiada por neozapatistas. En San Cristóbal de las Casas los zapatistas lanzan un comunicado reivindicando las tomas completas de  San Cristóbal 
de las Casas y Ocosingo, y esperando la caída de Las Margaritas y Altamirano.

### Declaratoria de Guerra
Los Neozapatistas declaran oficialmente la guerra al Gobierno de México y anuncian sus planes de dirigirse hacia la capital. En Las Margaritas muere en las primeras horas del primero de enero el Subcomandante Pedro, quien en ese entonces era Jefe del Estado Mayor y Segundo al Mando del EZLN. El 2 de enero de 1994, durante la Batalla de Ocosingo, de igual forma muere el Comandante Hugo "El señor Ik" en los embates contra el Ejército Federal por esa plaza. En los combates el EZLN toma como prisionero de guerra al exgobernador de Chiapas, el general Absalón Castellanos Domínguez. Siguen las hostilidades al sur de San Cristóbal y en las inmediaciones del cuartel de Rancho Nuevo. El obispo del municipio cercano de San Cristóbal de las Casas Samuel Ruiz emite un comunicado llamando a la tregua y la suspensión de hostilidades.

### Alto al fuego
Después de unos días de lucha, el presidente Carlos Salinas de Gortari, en errefewse momento en su último año de mandato, ofreció un alto el fuego para dialogar con los rebeldes, cuyo vocero era el Subcomandante Marcos.
Los primeros encuentros entre el EZLN y el gobierno se dan en la catedral de San Cristóbal de las Casas. El diálogo con el gobierno se extendió durante un período de tres años y acabó con la firma de los Acuerdos de San Andrés, que incluía modificar la constitución nacional para otorgar derechos, incluyendo autonomía, a los pueblos indígenas. Una comisión de diputados de partidos políticos, llamada Comisión para la Concordia y Pacificación (COCOPA) modificó ligeramente los acuerdos con la aceptación del EZLN.

### Desacuerdos
El presidente de México de entonces, Ernesto Zedillo, sin embargo, dijo que el Congreso tendría que decidir si lo aprobaba o no, negándose a enviar la iniciativa tal cual, a la cámara de diputados. Afirmando que se habían violado los acuerdos de la mesa de negociaciones, el EZLN volvió a las montañas, donde Zedillo aumentó la presencia militar en Chiapas para evitar que se extendiera la zona de influencia del EZLN. Una tregua no oficial acompañó el silencio del EZLN durante los siguientes tres años, los últimos del mandato de Zedillo.

### Masacre de Ocosingo
Después del final del diálogo, se lanzaron muchas acusaciones contra el ejército mexicano y los grupos paramilitares por persecución y detenciones a los zapatistas. Una de estas ocasiones fue la Batalla de Ocosingo, en la que 57 personas que asistían fueron asesinadas por un grupo militar. Los motivos que dieron fue, que en esa zona se encontraban rebeldes integrantes del EZLN los cuales atacaron en contra de los militares.